# Eremias nikolskii
Espèce
Eremias nikolskii est une espèce de sauriens de la famille des Lacertidae.

## Répartition
Cette espèce se rencontre au Tadjikistan, au Kirghizistan, en Ouzbékistan et dans le sud-est du Kazakhstan.

## Étymologie
Cette espèce est nommée en l'honneur d'Alexandre Mikhaïlovitch Nikolski.

## Publication originale
- Nikolsky, 1905 : Herpetologia rossica. Mémoires de l'Académie des Sciences de St.-Pétersbourg, vol. 17, no 1, p. 1-518.